# Saint-Point-Lac
Saint-Point-Lac település Franciaországban, Doubs megyében. Lakosainak száma 305 fő (2022. január 1.). Saint-Point-Lac Les Grangettes, Labergement-Sainte-Marie, Malbuisson, Malpas és Montperreux községekkel határos.

## Népesség
A település népessége az elmúlt években az alábbi módon változott:
| Lakosok száma | 96   | 98   | 134  | 251  | 268  | 280  | 281  | 292  | 298  | 305  |
|               | 1968 | 1982 | 1990 | 2006 | 2013 | 2015 | 2017 | 2019 | 2020 | 2022 |